# Augusto Rivalta
Augusto Rivalta (Alessandria, 3 marzo 1837 – Firenze, 14 aprile 1925) è stato uno scultore italiano.

## Biografia
Terminati gli studi all'Accademia Ligustica, nel 1859 si reca a Firenze per il perfezionamento, frequenta lo studio Duprè e gli aderenti alla corrente fiorentina dei Macchiaioli. Pur stabilendosi a Firenze, Rivalta mantiene robusti legami con Genova.

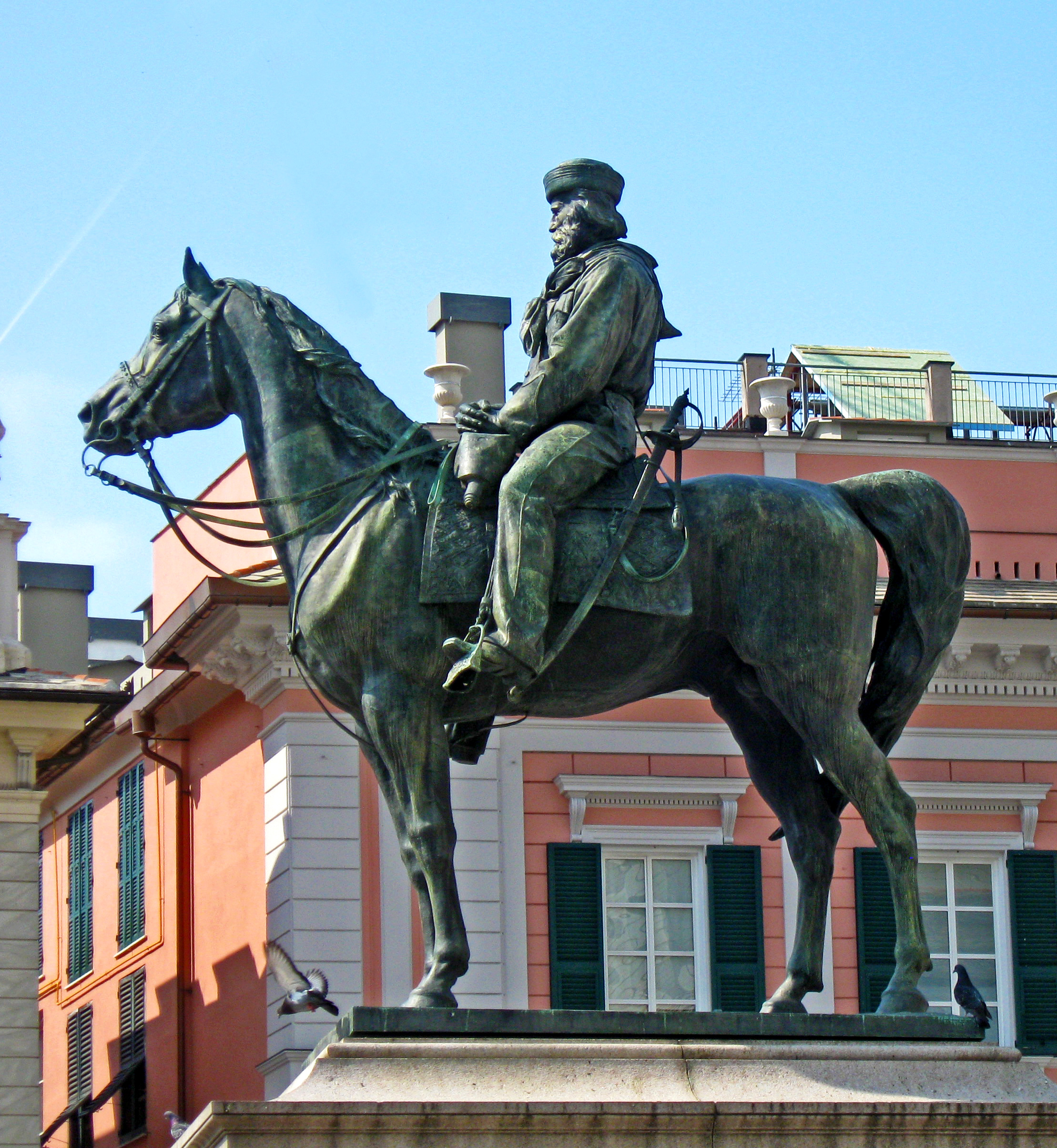
Statua equestre dedicata a Giuseppe Garibaldi a Genova

In questa città, al Cimitero di Staglieno, ci sono numerose sue opere e alcune di queste sono la Tomba Carlo Raggio, del 1872, la Tomba Drago del 1884, (per Giulio Cesare Drago, il donatore della ringhiera del ponte di Carignano), la Tomba Pallavicino del 1892, laTomba Ghigliani, ecc.
Dal 1874 è titolare della cattedra di Scultura all'Accademia di Firenze.
È evidente nel suo lavoro una forte tendenza all'impostazione di tipo realistico.
Fra le molte opere di Rivalta che arredano Genova non è da dimenticare la statua equestre di Giuseppe Garibaldi, in piazza De Ferrari, davanti al teatro Carlo Felice e all'Accademia Ligustica.

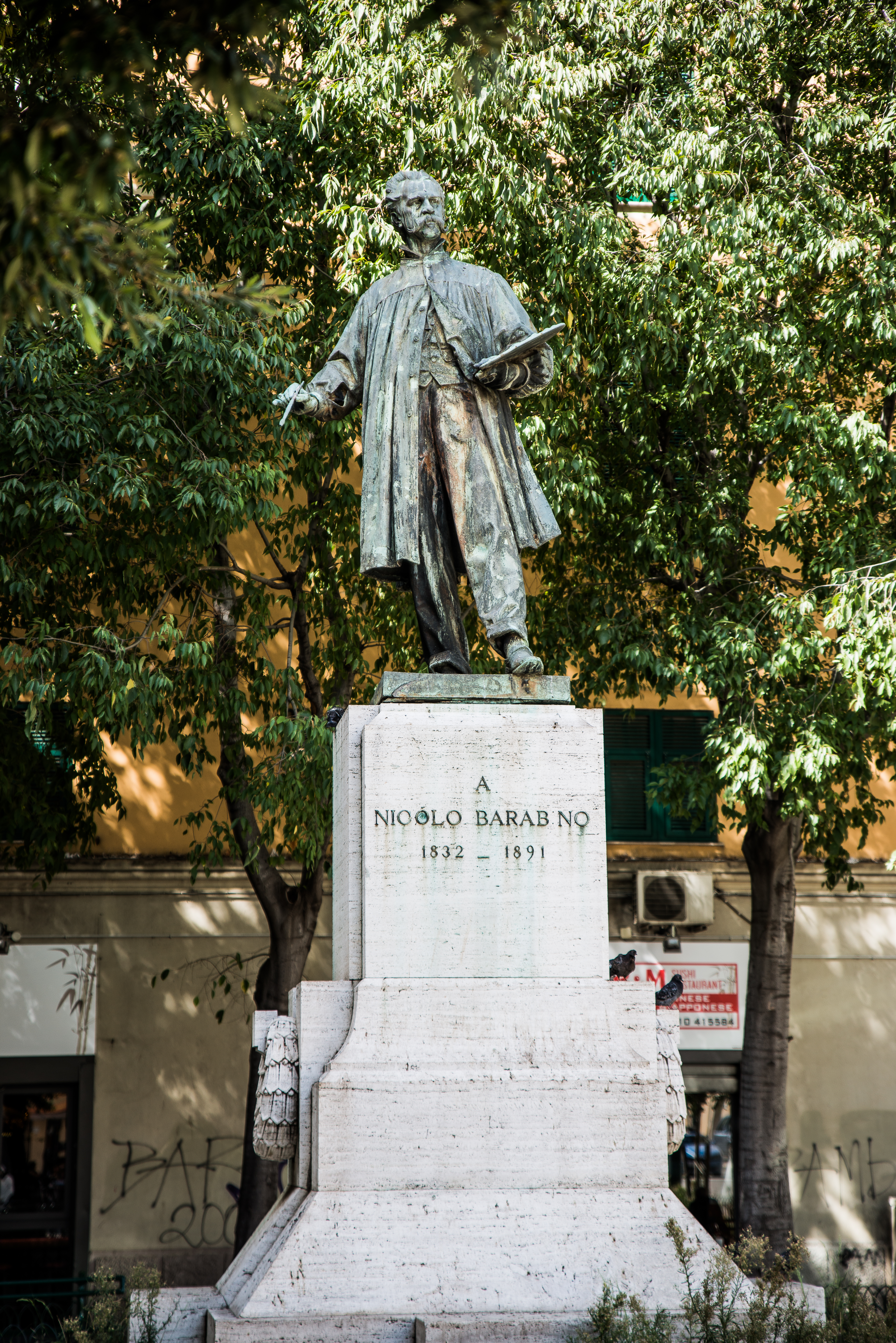
Statua rappresentante il pittore e scenografo Nicolò Barabino

Specialmente nella plastica del cavallo di questa statua è da rimarcare la tendenza realistica e l'abilità tecnica del modellato, caratteristica della scuola fiorentina, che ha dettami secondo i quali la scultura passa ancora attraverso la laboriosa fase del disegno preparatorio.
Numerose le sue statue commemorative di eroi dell'unità nazionale.

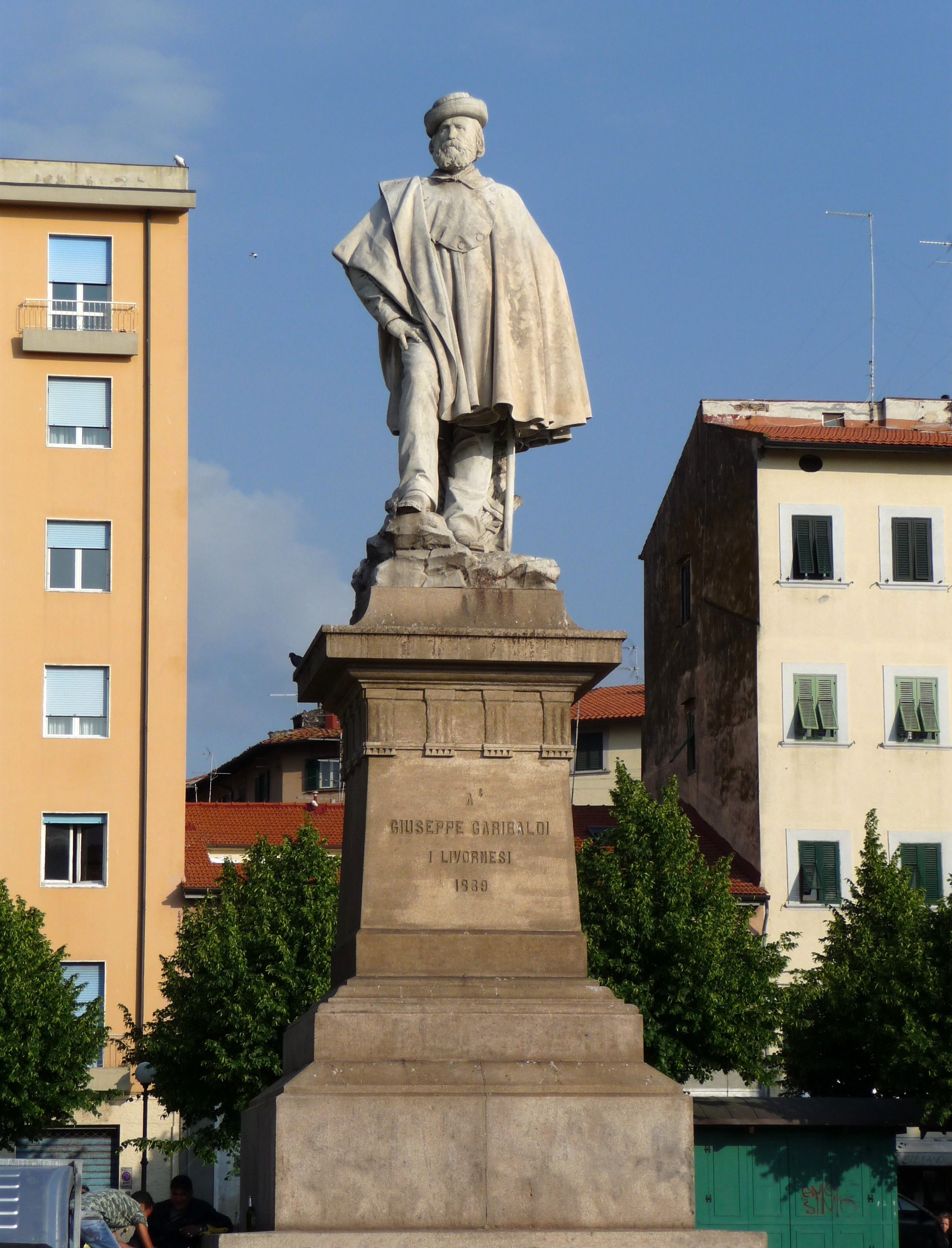
Monumento a Giuseppe Garibaldi, a Livorno (1889)

Rivalta esegue, all'incirca nello stesso periodo, due statue bronzee per il Comune di Sampierdarena, prossimo alla città di Genova. Di queste due statue una, in piazza Monastero, raffigura sempre Giuseppe Garibaldi, questa volta in piedi.
L'altra ritrae il pittore Nicolò Barabino, nato a Sampierdarena, nella piazza omonima.
Nel centro di Genova, in piazza Caricamento, è sempre sua la statua di Raffaele Rubattino.
Tra le sue opere il busto di Cristoforo Colombo inviato a Detroit (Michigan), del 1910.
Il soggetto di Cristoforo Colombo è trattato anche da un suo allievo, Francesco Caroni, che nel 1892 esegue la statua di Cristoforo Colombo seduto e meditabondo, attualmente nel cortile del Liceo Colombo a Genova.
Sempre al 1892 risale la Statua equestre di Vittorio Emanuele II collocata originariamente nella Piazza Grande di Livorno e successivamente spostata davanti al vicino Palazzo del Governo.
Altro lavoro molto conosciuto di Rivalta, opera compiuta al termine della sua carriera artistica, sono i gruppi scultorei della Forza del Vittoriano di Roma: si tratta di uno dei quattro gruppi di statue in marmo botticino sui pilastri della scalea, alti circa 6 metri.
Intorno al 1859 si arruola volontario nell'armata dei Carabinieri combattendo per la liberazione dell'Italia e in seguito, tornato a Firenze, entra nello studio di Giovanni Duprè.
Intorno al 1861 vince il concorso per il monumento a Cavour in Torino che non viene realizzato perché l'artista è considerato troppo giovane, affidando l'incarico così a Duprè.
Professore del Collegio Accademico delle Belle Arti di Firenze dal 1870, nel 1883 vince il concorso per il monumento equestre a Vittorio Emanuele II a Livorno; per la stessa città realizza il monumento a Garibaldi (1889).
Autore del monumento a Raffaele Rubattino (1889) e a Garibaldi (da un bozzetto del 1889 e inaugurato il 15 ottobre 1893) a Genova, per la città di Chiavari realizza quelli a Mazzini, Garibaldi (1890) e Vittorio Emanuele II, mentre nel 1897 esegue a Firenze quello a Bettino Ricasoli. Insieme ad Antonio Garella nel 1901 realizza a Trieste il monumento a Rossetti.
Del 1905 è il Garibaldi di Sampierdarena e per il monumento a Vittorio Emanuele II a Roma esegue la statua allegorica raffigurante La Forza (1910 circa).
Autore di monumenti funerari, ritratti e opere di genere, alla Mostra Italiana del 1861 espone Zuavo ferito, partecipa alle rassegne della Promotrice di Belle Arti di Torino dal 1863 e alla Fiorentina Primaverile del 1922 presenta i bronzi La prima morte, La sacra famiglia ed Ercole che abbatte il centauro, quest'ultimo già proposto a Londra nel 1904.
Alla Quadriennale di Torino del 1902 propone San Giovannino e alla Biennale di Venezia del 1903 espone In Arcadia. Nel 1915 espone Satiro e Ninfa all'Internazionale di San Francisco. Nella Galleria Nazionale d'Arte Moderna di Roma sono conservate le opere G. B. Niccolini, del 1864, orientata verso il gusto realista di Adriano Cecioni, Giocatore di trottola, più volte riprodotto, Bimbo che scherza con la capra, Ritorno dalla posta e Fauno danzante.
Nella Galleria d'Arte Moderna di Milano è conservato il bronzo Anteo, mentre nel museo di Lima Baccanale (1904). Altre sue opere sono anche nella Galleria d'Arte Moderna di Firenze.
Suo figlio Carlo (1887–1941), scultore, è stato suo allievo.